# シネマリテラシー
シネマリテラシー（英: cinema literacy）とは、映画の脚本作成から上映までの全ての工程を自分らの手で行うことで、グループ作業が人間形成に与える効果の事。

## 概要
オーストラリアのハイスクールで最初に行われたとされる。日本では、文化学院などの授業で展開され、今では多くの映画学校や専修学校で授業内容に盛り込まれている。作品を最初から最後まで制作することで、様々な問題をグループで乗り越え、人間形成が大きく磨かれるとされる。